# Viktorija Golubicová
Viktorija Golubicová (* 16. října 1992 Curych) je švýcarská profesionální tenistka srbsko-chorvatského původu. Ve své dosavadní kariéře na okruhu WTA Tour vyhrála dva turnaje ve dvouhře. Tři singlové trofeje přidala v sérii WTA 125. V rámci okruhu ITF získala dvanáct titulů ve dvouhře a patnáct ve čtyřhře.
Na žebříčku WTA byla ve dvouhře nejvýše klasifikována v únoru 2022 na 35. místě a ve čtyřhře v dubnu 2023 na 61. místě. Trénuje ji Robert Orlik.
Ve švýcarském týmu Billie Jean King Cupu debutovala v roce 2014 catanduvskou baráží druhé světové skupiny proti Brazílii, v níž dopomohla k výhře 4:1 na zápasy bodem ze čtyřhry spolu s Bencicovou. V semifinále světové skupiny 2016 zdolala jako 129. hráčka světa favorizované Češky Karolínu Plíškovou i Barboru Strýcovou. Rozhodující čtyřhru však s Hingisovou prohrály a Švýcarsko vypadlo 2:3 na zápasy. V roce 2022 byla členkou vítězného švýcarského týmu. Do listopadu 2024 v soutěži nastoupila k patnácti mezistátním utkáním s bilancí 7–8 ve dvouhře a 4–3 ve čtyřhře.
Švýcarsko reprezentovala na Letních olympijských hrách 2020 v Tokiu, které byly o rok odloženy pro koronavirovou pandemii. V ženské čtyřhře, do které nastoupila s Belindou Bencicovou, vybojovala stříbrnou medaili po finálové porážce od Češek Krejčíkové a Siniakové.

## Tenisová kariéra
V rámci hlavních soutěží událostí okruhu ITF debutovala v červnu 2008 na budapešťské události s dotací 10 tisíc dolarů, kam obdržela divokou kartu. V úvodním kole porazila Češku Michaelu Bezdíčkovou, aby poté skončila na raketě Polky Ciepluchové. Premiérový titul kariéry v této úrovni vybojovala v květnu 2011 na antukovém turnaji v Santa Coloma de Farners, když si ve finále poradila se Španělkou Inés Ferrerovou Suárezovou.
V singlu okruhu WTA Tour debutovala na červencovém GDF SUEZ Grand Prix 2010 v Budapešti. Na úvod kvalifikace vyhrála nad Blankou Szávayovou, ale do hlavní soutěže nepostoupila po porážce od české tenistky Zuzany Ondráškové. Další týden neprošla kvalifikačním sítem na antukovém Gastein Ladies 2010, kde ji vyřadila Laura Pousová Tiová. Premiérovou účast v hlavní soutěži okruhu WTA Tour zaznamenala na červencovém Gastein Ladies 2013, kde jako kvalifikantka na úvod porazila pátou nasazenou Kiki Bertensovou. Ve druhém kole ji však zastavila Andrea Hlaváčková. Po zisku první sady dokázala v dalším průběhu Češce odebrat jen jeden game.
Debut v hlavní soutěži grandslamu učinila v ženském singlu Australian Open 2016, kam postoupila z tříkolové kvalifikace. V úvodním zápase však dohrála na raketě španělské turnajové desítky Carly Suárezové Navarrové ve dvou setech. Na French Open 2016 zaznamenala svůj nejlepší výsledek na Grand Slamu, když v 1. kole jako kvalifikantka vyřadila ve třech setech Američanku Alison Riskeovou. V následném kole však prohrála s nasazenou Lucií Šafářovou, která ji povolila pouhé čtyři hry.
První titul na okruhu WTA získala na antuce v Gstaadu, kde jako nenasazená postupně zdolala Monu Barthelovou, Jevgeniji Rodinovou, Carine Witthöftovou a vítězstvím nad 16letou krajankou Rebekou Masárovou v semifinále se probojovala do finále, v němž ve třech setech zdolala třetí nasazenou Kiki Bertensovou.

## Soukromý život
Narodila se v říjnu 1992 ve švýcarském Curychu. Matka Vučica Golubićová pochází se Srbska a otec Ignacije Golubić z Chorvatska. Má sestru Nataliji a bratry Kristijana a Davida Golubićovi.
Tenis začala hrát v pěti letech. Za preferovaný povrch uvedla tvrdý a jako silný úder bekhend. Do jedenácti let hrála oba údery ze základní čáry obouručně. Hovoří německy, srbsky, chorvatsky a anglicky.

## Utkání o olympijské medaile

### Ženská čtyřhra: 1 (1 stříbro)
| Stav    | rok  | místo konání    | povrch | spoluhráčka       | soupeřky                              | výsledek |
| ------- | ---- | --------------- | ------ | ----------------- | ------------------------------------- | -------- |
| Stříbro | 2020 | Tokio, Japonsko | tvrdý  | Belinda Bencicová | Barbora Krejčíková Kateřina Siniaková | 5–7, 1–6 |

## Finále na okruhu WTA Tour
| Legenda                                      |
| -------------------------------------------- |
| D – dvouhra; Č – čtyřhra                     |
| Grand Slam (0)                               |
| Turnaj mistryň (0)                           |
| Olympijské hry (0–1 Č)                       |
| Premier Mandatory & Premier 5 / WTA 1000 (0) |
| Premier / WTA 500 (0)                        |
| International / WTA 250 (2–3 D; 0–2 Č)       |

### Dvouhra: 5 (2–3)
| Stav       | č. | datum             | turnaj            | kategorie | povrch    | soupeřka ve finále  | výsledek      |
| ---------- | -- | ----------------- | ----------------- | --------- | --------- | ------------------- | ------------- |
| Vítězka    | 1. | 17. července 2016 | Gstaad, Švýcarsko | WTA 250   | antuka    | Kiki Bertensová     | 4–6, 6–3, 6–4 |
| Finalistka | 1. | 16. října 2016    | Linec, Rakousko   | WTA 250   | tvrdý (h) | Dominika Cibulková  | 3–6, 5–7      |
| Finalistka | 2. | 7. března 2021    | Lyon, Francie     | WTA 250   | tvrdý (h) | Clara Tausonová     | 4–6, 1–6      |
| Finalistka | 3. | 21. března 2021   | Monterrey, Mexiko | WTA 250   | tvrdý     | Leylah Fernandezová | 1–6, 4–6      |
| Vítězka    | 2. | 3. listopadu 2024 | Ťiou-ťiang, Čína  | WTA 250   | tvrdý     | Rebecca Šramková    | 6–3, 7–5      |

### Čtyřhra: 3 (0–3)
| Stav       | č. | datum             | turnaj            | kategorie      | povrch | spoluhráčka        | soupeřky ve finále                     | výsledek              |
| ---------- | -- | ----------------- | ----------------- | -------------- | ------ | ------------------ | -------------------------------------- | --------------------- |
| Finalistka | 1. | 23. července 2019 | Gstaad, Švýcarsko | WTA 250        | antuka | Nina Stojanovićová | Kiki Bertensová Johanna Larssonová     | 6–7(4–7), 6–4, [7–10] |
| Finalistka | 2. | 1. srpna 2021     | Tokio, Japonsko   | Olympijské hry | tvrdý  | Belinda Bencicová  | Barbora Krejčíková Kateřina Siniaková  | 5–7, 1–6              |
| Finalistka | 3. | 14. ledna 2023    | Hobart, Austrálie | WTA 250        | tvrdý  | Panna Udvardyová   | Kirsten Flipkensová Laura Siegemundová | 4–6, 5–7              |

## Finále série WTA 125
| Legenda                  |
| ------------------------ |
| D – dvouhra; Č – čtyřhra |
| WTA 125 (3–1 D)          |

### Dvouhra: 4 (3–1)
| Stav       | č. | datum       | turnaj                      | povrch    | soupeřka ve finále | výsledek      |
| ---------- | -- | ----------- | --------------------------- | --------- | ------------------ | ------------- |
| Vítězka    | 1. | březen 2019 | Indian Wells, Spojené státy | tvrdý     | Jennifer Bradyová  | 3–6, 7–5, 6–3 |
| Vítězka    | 2. | květen 2021 | Saint-Malo, Francie         | antuka    | Jasmine Paoliniová | 6–1, 6–3      |
| Finalistka | 1. | říjen 2022  | Rouen, Francie              | tvrdý (h) | Maryna Zanevská    | 6–7(6–8), 1–6 |
| Vítězka    | 3. | říjen 2023  | Rouen, Francie              | tvrdý (h) | Erika Andrejevová  | 6–4, 6–1      |

## Finále na okruhu ITF
| Dotace turnajů okruhu ITF | Dotace turnajů okruhu ITF |
| ------------------------- | ------------------------- |
| 100 000 $ tournaments     | 80 000 $ tournaments      |
| 75 000 $ tournaments      | 60 000 $ tournaments      |
| 50 000 $ tournaments      | 25 000 $ tournaments      |
| 15 000 $ tournaments      | 10 000 $ tournaments      |

### Dvouhra: 22 (12–10)
| Stav       | č.  | datum             | turnaj                             | povrch    | soupeřka ve finále       | výsledek           |
| ---------- | --- | ----------------- | ---------------------------------- | --------- | ------------------------ | ------------------ |
| Vítězka    | 1.  | 16. května 2011   | Santa Coloma de Farners, Španělsko | antuka    | Inés Ferrerová Suárezová | 6–3, 6–3           |
| Vítězka    | 2.  | 12. září 2011     | Lleida, Španělsko                  | antuka    | Lucía Cervera Vázquezová | 6–1, 7–6(7–5)      |
| Vítězka    | 3.  | 1. dubna 2013     | Antalya, Turecko                   | tvrdý     | Ellen Allgurinová        | 6–4, 6–2           |
| Vítězka    | 4.  | 8. dubna 2013     | Antalya, Turecko                   | tvrdý     | Katharina Lehnertová     | 6–2, 6–3           |
| Vítězka    | 5.  | 3. června 2013    | Brescia, Itálie                    | antuka    | Anastasia Grymalská      | 6–4, 6–4           |
| Finalistka | 1.  | 24. června 2013   | Stuttgart, Německo                 | antuka    | Laura Siegemundová       | 3–6, 6–3, 6–7(4–7) |
| Finalistka | 2.  | 20. ledna 2014    | Sunderland, Spojené království     | tvrdý (h) | An-Sophie Mestachová     | 1–6, 4–6           |
| Finalistka | 3.  | 14. července 2014 | Darmstadt, Německo                 | antuka    | Andreea Mituová          | 2–6, 1–6           |
| Finalistka | 4.  | 1. září 2014      | Barnstaple, Spojené království     | tvrdý (h) | Carina Witthöftová       | 2–6, 4–6           |
| Finalistka | 5.  | 27. října 2014    | Istanbul, Turecko                  | tvrdý (h) | Barbora Krejčíková       | 1–6, 4–6           |
| Finalistka | 6.  | 8. června 2015    | Essen, Německo                     | antuka    | Pauline Parmentierová    | 6–3, 6–7(4–7), 3–6 |
| Vítězka    | 6.  | 24. srpna 2015    | Woking, Spojené království         | tvrdý     | Katy Dunneová            | 6–4, 6–4           |
| Finalistka | 7.  | 28. září 2015     | Clermont-Ferrand, Francie          | tvrdý (h) | Polina Lejkinová         | 6–4, 3–6, 4–6      |
| Vítězka    | 7.  | 2. listopadu 2015 | Waco, Spojené státy                | tvrdý     | Nicole Gibbsová          | 6–2, 6–1           |
| Finalistka | 8.  | 9. listopadu 2015 | Scottsdale, Spojené státy          | tvrdý     | Samantha Crawfordová     | 3–6, 6–4, 2–6      |
| Vítězka    | 8.  | 4. ledna 2016     | Victoria Park, Hongkong            | tvrdý     | Risa Ozakiová            | 6–3, 6–3           |
| Finalistka | 9.  | únor 2018         | Burnie, Austrálie                  | tvrdý     | Marta Kosťuková          | 4–6, 3–6           |
| Vítězka    | 9.  | říjen 2018        | Poitiers, Francie                  | tvrdý (h) | Natalja Vichljancevová   | 3–6, 6–1, 7–5      |
| Finalistka | 10. | leden 2021        | Fudžajra, SAE                      | tvrdý     | Clara Tausonová          | 0–6, 6–4, 3–6      |
| Vítězka    | 10. | únor 2021         | Grenoble, Francie                  | tvrdý (h) | Maryna Zanevská          | 6–1, 4–6, 7–6(2)   |
| Vítězka    | 11. | září 2023         | Tokio, Japonsko                    | tvrdý     | Wang Si-jü               | 6–4, 3–6, 6–4      |
| Vítězka    | 12. | říjen 2023        | Shrewsbury, Spojené království     | tvrdý (h) | Amarni Banksová          | 6–0, 6–0           |

### Čtyřhra (15 titulů)
| č.  | datum              | turnaj                    | povrch      | spoluhráčka             | poražené finalistky                                    | výsledek         |
| --- | ------------------ | ------------------------- | ----------- | ----------------------- | ------------------------------------------------------ | ---------------- |
| 1.  | 21. listopadu 2011 | La Vall d'Uixó, Španělsko | antuka      | Magdalena Kiszczyńská   | Yvonne Cavallé Reimersová Arabela Fernández Rabenerová | 7–5, 3–6, [10–8] |
| 2.  | 14. ledna 2013     | Stuttgart, Německo        | tvrdý (h)   | Julia Kimmelmannová     | Olga Dorošinová Julia Valetovová                       | 6–4, 6–1         |
| 3.  | 21. ledna 2013     | Kaarst, Německo           | koberec (h) | Julia Kimmelmannová     | Anja Prislanová Jasmin Steinherrová                    | 6–3, 4–6, [10–5] |
| 4.  | 1. dubna 2013      | Antalya, Turecko          | tvrdý       | Katharina Lehnertová    | Martina Borecká Petra Krejsová                         | 5–7, 6–3, [10–7] |
| 5.  | 14. října 2013     | Limoges, Francie          | tvrdý (h)   | Magda Linetteová        | Nicole Clericová Nikola Fraňková                       | 6–4, 6–4         |
| 6.  | 28. dubna 2014     | Wiesbaden, Německo        | antuka      | Diāna Marcinkēvičová    | Julia Glušková Mandy Minellaová                        | 6–4, 6–3         |
| 7.  | 23. června 2014    | Stuttgart, Německo        | antuka      | Laura Siegemundová      | Lesley Kerkhoveová Arantxa Rusová                      | 6–3, 6–3         |
| 8.  | 14. července 2014  | Darmstadt, Německo        | antuka      | Nicola Geuerová         | Carolin Danielsová Laura Schaederová                   | 5–7, 6–2, [10–3] |
| 9.  | 23. února 2015     | Petrohrad, Rusko          | tvrdý (h)   | Aljaksandra Sasnovičová | Stéphanie Foretzová Ana Vrljićová                      | 6–4, 7–5         |
| 10. | 27. dubna 2015     | Wiesbaden, Německo        | antuka      | Carolin Danielsová      | Cindy Burgerová Veronika Kapšajová                     | 6–4, 4–6, [10–6] |
| 11. | 25. května 2015    | Grado, Itálie             | antuka      | Beatriz Haddad Maiová   | Sharon Fichmanová Katarzyna Piterová                   | 6–3, 6–2         |
| 12. | 8. června 2015     | Essen, Německo            | antuka      | Nicola Geuerová         | Carolin Danielsová Antonia Lottnerová                  | 6–3, 6–3         |
| 13. | 26. října 2015     | Macon, Spojené státy      | tvrdý       | Jan Abazová             | Paula Cristina Gonçalvesová Sanaz Marandová            | 7–6(7–3), 7–5    |
| 14. | 4. ledna 2016      | Victoria Park, Hongkong   | tvrdý       | Stephanie Vogtová       | Hsu Ching-wen Emma Laineová                            | 6–2, 1–6, [10–4] |
| 15. | leden 2021         | Fudžajra, SAE             | tvrdý       | Çağla Büyükakçay        | Liang En-šuo Jou Siao-ti                               | 5–7, 6–4, [10–4] |

## Finále soutěží družstev: 2 (1–1)
| Stav       | č. | datum              | soutěž                                            | povrch    | spoluhráči                                            | soupeři ve finále                                                                                                 | výsledek |
| ---------- | -- | ------------------ | ------------------------------------------------- | --------- | ----------------------------------------------------- | --- | -------- |
| Finalistka | 1. | 6. listopadu 2021  | Billie Jean King Cup Praha, Česko                 | tvrdý (h) | Belinda Bencicová Jil Teichmannová Stefanie Vögeleová | Anastasija Pavljučenkovová Darja Kasatkinová Veronika Kuděrmetovová Jekatěrina Alexandrovová Ljudmila Samsonovová | 0–2      |
| Vítězka    | 3. | 13. listopadu 2022 | Billie Jean King Cup 2022 Glasgow, Velká Británie | tvrdý (h) | Belinda Bencicová Jil Teichmannová Simona Waltertová  | Ajla Tomljanovićová Priscilla Honová Storm Sandersová Ellen Perezová Samantha Stosurová                           | 2-0      |